# Районный суд Хомбурга
Окружной суд Хомбурга является немецким судом обычной юрисдикции и одним из десяти окружных судов округа Саарбрюккенского окружного суда.

## Местонахождение и юрисдикция
Суд находится в городе Хомбург, Саар.
Судебный округ включает города Хомбург, Бексбах и Блискастель, а также общины Герсхайм и Киркель. Площадь района составляет 310 квадратных километров с населением около 97 тысяч человек (по состоянию на 30 сентября 2017 года).

## Здание суда
Главное здание находится по адресу Zweibrücker Straße 24 в Хомбурге. Филиал на Luitpoldplatz в Блискастеле был закрыт 30 сентября 2011 года.